# Didier Dufour
Pour les articles homonymes, voir Dufour.
Didier Dufour, né le 25 avril 1952 à Barlin, dans le Pas-de-Calais, est un footballeur français des années 1970 et 1980. Après avoir débuté en Division 1 sous les couleurs de son club formateur, le FC Sochaux-Montbéliard, il réalise l'essentiel de sa carrière dans des clubs de Division 2.

## Biographie
Né le 25 avril 1952 dans une commune proche de Béthune, Didier Dufour est d'abord formé à l'US Nœux-les-Mines. Repéré par le FC Sochaux-Montbéliard, il y termine son apprentissage. Il débute en Division 1 en 1974, et devient rapidement titulaire. Avec Sochaux, il dispute cinq saisons pleines, jouant près de 200 matchs, dont une rencontre de Coupe UEFA en 1976-1977 face au Hibernian FC.
En 1979, Didier Dufour est transféré au CS Thonon, en deuxième division, puis rejoint le Stade rennais dès l'année suivante. Après son départ de Sochaux, l'intégralité de sa carrière se déroule ainsi en Division 2. À Rennes, Didier Dufour est titulaire au poste d'arrière droit durant trois saisons, et termine son passage par une accession en D1 et un titre de champion de France de D2. En effet, il ne goûte pas à ce retour dans l'élite, et est transféré à l'En avant Guingamp en 1983. Dans les Côtes-du-Nord, il reste encore trois saisons, mais ne joue que peu durant la dernière, avec un total de trois matchs disputés. Les deux dernières saisons de sa carrière, il se rapproche de son Pas-de-Calais natal en jouant au SC Abbeville, toujours en D2, puis arrête en 1988, à trente-six ans.
Après sa carrière, Didier Dufour devient employé municipal à Berck.

## Palmarès
- Stade rennais
  - Championnat de France de Division 2 :
    - Champion : 1983.

## Statistiques
Le tableau suivant récapitule les statistiques de Didier Dufour durant sa carrière professionnelle,
| Saison                | Club                   | Championnat           | Championnat | Championnat | Coupe(s) nationale(s) | Coupe(s) nationale(s) | Compétition(s) continentale(s) | Compétition(s) continentale(s) | Compétition(s) continentale(s) | Total | Total |
| Saison                | Club                   | Division              | M.          | B.          | M.                    | B.                    | Comp.                          | M.                             | B.                             | M.    | B.    |
| 1973-1974             | FC Sochaux-Montbéliard | D1                    | 3           | 0           | 0                     | 0                     | -                              | -                              | -                              | 3     | 0     |
| 1974-1975             | FC Sochaux-Montbéliard | D1                    | 31          | 1           | 4                     | 0                     | -                              | -                              | -                              | 35    | 1     |
| 1975-1976             | FC Sochaux-Montbéliard | D1                    | 27          | 0           | 4                     | 0                     | -                              | -                              | -                              | 31    | 0     |
| 1976-1977             | FC Sochaux-Montbéliard | D1                    | 33          | 1           | 7                     | 0                     | C3                             | 1                              | 0                              | 41    | 1     |
| 1977-1978             | FC Sochaux-Montbéliard | D1                    | 36          | 0           | 9                     | 0                     | -                              | -                              | -                              | 45    | 0     |
| 1978-1979             | FC Sochaux-Montbéliard | D1                    | 32          | 0           | 1                     | 0                     | -                              | -                              | -                              | 33    | 0     |
| 1979-1980             | CS Thonon              | D2                    | 33          | 1           | 0                     | 0                     | -                              | -                              | -                              | 33    | 1     |
| 1980-1981             | Stade rennais FC       | D2                    | 31          | 1           | 3                     | 0                     | -                              | -                              | -                              | 34    | 1     |
| 1981-1982             | Stade rennais FC       | D2                    | 34          | 0           | 1                     | 0                     | -                              | -                              | -                              | 35    | 0     |
| 1982-1983             | Stade rennais FC       | D2                    | 34          | 0           | 3                     | 0                     | -                              | -                              | -                              | 37    | 0     |
| 1983-1984             | En Avant de Guingamp   | D2                    | 29          | 0           | 3                     | 0                     | -                              | -                              | -                              | 32    | 0     |
| 1984-1985             | En Avant de Guingamp   | D2                    | 34          | 1           | 0                     | 0                     | -                              | -                              | -                              | 34    | 1     |
| 1985-1986             | En Avant de Guingamp   | D2                    | 3           | 0           | 1                     | 0                     | -                              | -                              | -                              | 4     | 0     |
| 1986-1987             | SC Abbeville           | D2                    | 33          | 0           | 0                     | 0                     | -                              | -                              | -                              | 33    | 0     |
| 1987-1988             | SC Abbeville           | D2                    | 13          | 0           | 1                     | 0                     | -                              | -                              | -                              | 14    | 0     |
| Total sur la carrière | Total sur la carrière  | Total sur la carrière | 406         | 0           | 37                    | 0                     | -                              | 1                              | 0                              | 444   | 0     |